# Cikaratuan
Cikaratuan is een bestuurslaag in het regentschap Lebak van de provincie Banten, Indonesië. Cikaratuan telt 1641 inwoners (volkstelling 2010).